# 洛伊德爾湖
47°45′36″N 11°51′36″E / 47.76003°N 11.85994°E

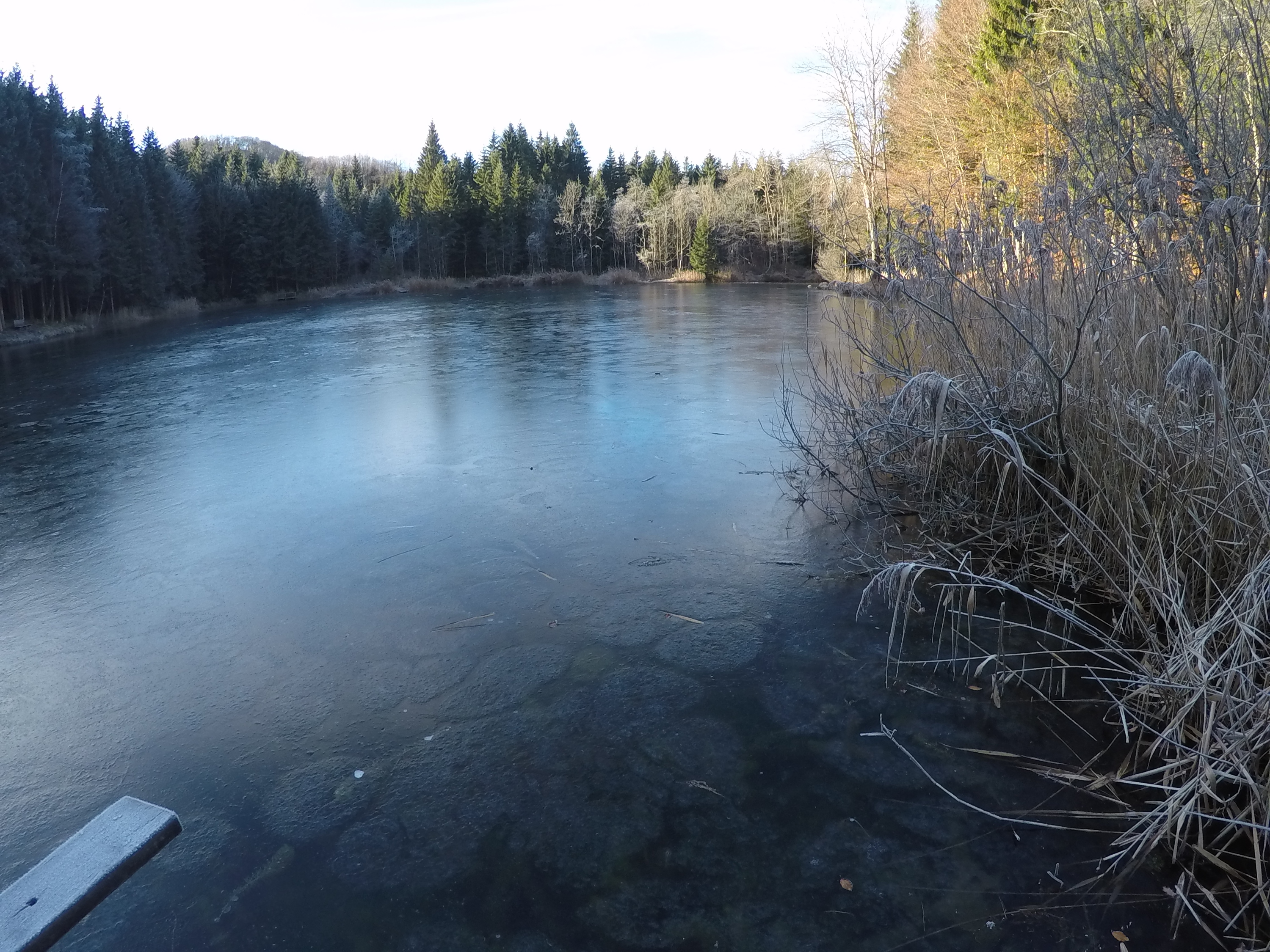

洛伊德爾湖（德語：Loidlsee），是德國的湖泊，位於該國東南部，由巴伐利亞州負責管轄，處於芒法爾山脈，長0.3公里、寬0.1公里，面積2.3平方公里，海拔高度784米。